# Стендж (шелфов ледник)
Шелфовият ледник Стендж (на английски: Stange Ice Shelf) заема част от крайбрежието на Западна Антарктида, край Брега Брайан на Земя Елсуърт и Брега Инглиш на Земя Палмър, в акваторията на море Белингсхаузен, част от тихоокеанския сектор на Южния океан. Разположен е между залива Едит Роне на север, остров Спаатц на изток, ледения залив Карол на запад и остров Смайли на северозапад. Дължина от север на юг 135 km, ширина до 90 km. За разлика от останалите шелфови ледници на Автарктида, които са подвижни и непрекъснато се придвижват към морето, шелфовият ледник Стендж е неподвижен, като основната причина за това е, че връзката му с море Белингсхаузен е силно ограничена от двата големи острова.